# Ilja Schneider
Ilja Schneider (* 8. Dezember 1984 in Moskau) ist ein deutscher Schachspieler.
Das Schachspiel erlernte er im Alter von neun Jahren. Ende 1991 zog er mit seiner Familie nach Deutschland (Hannover), wo er bis März 2008 gelebt hat.
Schneider spielte in der deutschen Schachbundesliga in den Saisons 2005/06 und 2006/07 sowie erneut von der Saison 2008/09 bis zur Saison 2015/16 und von der Saison 2017/18 bis zur Saison 2018/19 für die Schachfreunde Berlin, in der Saison 2007/08 für den TSV Bindlach-Aktionär. In der Saison 2016/17 spielte er in der 2. Bundesliga für den HSK Lister Turm aus Hannover, für den er bereits bis 2005 (damals noch als HSK Post Hannover) antrat und auch in der Saison 2019/20 spielt. Seit 2009 trägt Schneider den Titel eines Internationalen Meisters. Er hatte zu diesem Zeitpunkt bereits vier Normen erfüllt, und zwar in den Bundesliga-Saisons 2006/07 und 2007/08, im März 2008 beim Internationalen Neckar-Open in Deizisau sowie bei der Offenen Bayerischen Meisterschaft im November 2008 in Bad Wiessee.
In der österreichischen 1. Bundesliga spielte Ilja Schneider von der Saison 2009/10 bis zur Saison 2017/18 für ASVÖ Wulkaprodersdorf, in der Saison 2018/19 tritt er für den SK Hohenems an.
Schneider spielt sehr gerne Schnellschach und Blitzschach und konnte in diesen Disziplinen besonders bei offenen Turnieren schon einige gute Platzierungen erzielen. Bei seiner ersten Teilnahme an einer deutschen Meisterschaft im Blitzschach erreichte er 2008 in Ebersbach an der Fils den zweiten Platz hinter Robert Rabiega, im selben Jahr wurde er mit dem TSV Bindlach-Aktionär Deutscher Blitzmannschaftsmeister. Auch in den folgenden Jahren erreichte Schneider bei den deutschen Blitzschachmeisterschaften Spitzenplätze, den Titel gewann er erstmals 2015 in Mannheim und erneut 2018 in Bamberg. Seine teilweise recht unorthodoxen Partien in der Bundesliga brachten Schneider in einem Artikel die Bezeichnung „bester Kaffeehausspieler Deutschlands“ ein.
Mit Weiß bevorzugt er die Trompowsky-Eröffnung, als Schwarzer spielt er gegen 1. d4 die Tschebanenko-Variante der Slawischen Verteidigung.
2010 diskutierte Schneider in der Miniserie Profis & Amateure der Zeitschrift Schach öffentlich mit dem FIDE-Meister Michael Buscher über die unterschiedliche Wahrnehmung des Schachsports von Profi- und Amateurspielern, wobei Schneider aus Profisicht schrieb.
2017 gewann er den renommierten Nord-West-Cup.